# Stratiomys reducta
Stratiomys reducta är en tvåvingeart som beskrevs av Nerudova, Kovac och Rozkosny 2007. Stratiomys reducta ingår i släktet Stratiomys och familjen vapenflugor.
Artens utbredningsområde är Thailand. Inga underarter finns listade i Catalogue of Life.